# Cotoneaster nedoluzhkoi
Cotoneaster nedoluzhkoi är en rosväxtart som beskrevs av Nikolai Nikolaievich Tzvelev. Cotoneaster nedoluzhkoi ingår i släktet oxbär, och familjen rosväxter. Inga underarter finns listade i Catalogue of Life.